# Epiclastopelma macranthum
Epiclastopelma macranthum är en akantusväxtart som beskrevs av Gottfried Wilhelm Johannes Mildbraed. Epiclastopelma macranthum ingår i släktet Epiclastopelma och familjen akantusväxter. Inga underarter finns listade i Catalogue of Life.